# أليستير غان
أليستير غان (بالإنجليزية: Alistair Gunn)‏ (2 نوفمبر 1924 في المملكة المتحدة - 3 أبريل 2010 بدندي في المملكة المتحدة) هو لاعب كرة قدم بريطاني (وحمل سابقاً جنسية المملكة المتحدة لبريطانيا العظمى وأيرلندا) في مركز جناح. لعب مع نادي بورنموث ونادي دندي وهدرسفيلد تاون ونادي اربوراث.